# 美国现代主义
美国现代主义，与一般的现代主义一样，是一种对人类借助科技与实践，去创造、改进和改变环境的力量表示肯定的思潮。因此，美国现代主义本质是进步的、乐观的。同时，美国现代主义也是一次始于19世纪与20世纪交界之时，在第一次世界大战与第二次世界大战之间达到最盛，并持续到现在的美国艺术文化运动。

## 背景
美国现代化主义思想的总趋势是，一个人不需要家庭、同伴或传统的辅助，他只要挖掘自己内心的资源，就能发现自我，并形成属于自己的世界观人生观价值观，这个理念可以涵盖植根于19世纪末20世纪初西方社会变革中的多数政治、文化和艺术运动核心思想。
大卫·哈维基于夏尔·波德莱尔的文章《現代生活的畫家》（The Painter of Modern Life）中的观点，在著作《后现代的状况》（The Condition of Postmodernity）中发展出自己对现代化的解释：“现代性，意味着过度、短暂和偶然，它的一半是艺术，另一半则是不变与永恒”。他注意到这个个定义中存在着“似是而非的统一”；美国现代派的运动表达了19世纪末期和20世纪大半时期文化与政治剧变中短暂与不变的方面。许多现代主义者的作品发表时间都在1914年前，使得这看似一个战前运动。然而，随着美国仍然同其他国家一起卷入了世界大战，现代主义也“需要这样奋力挣扎下的绝望震荡，和突如其来的政权倒塌，来提供一个之前所缺乏的激进政治维度。”在美国参与两次世界大战，经济大萧条，社会主义兴起，和民主资本主义受到威胁的大背景下，“智慧与美学层面的现代主义为社会提供了一套可以冲破现状的哲学理念”。到了1960年，人们越来越 “对以科学为根基的技术——官僚理性压抑的一面表现出逆反心理”。
一般来说，现代主义源起于启蒙运动哲学，但又排斥所有的历史参照。大卫·哈维曾这样写道：“现代主义是可以连自己的历史都不尊重的。”它必须追求一种在变化的漩涡下集成的意义。启蒙运动的先哲们曾经集全体之努力“为了人类之解放，生命之色彩，自由而创造地奋斗”。早期的现代主义者们嫁接了这种启蒙运动的理想——追求进步，打破历史，接受“过渡”、“短暂”与“激流勇进”。然而，战争的到来，让后人抛弃了这些乐观的精神。
战争后的一片废墟上，社会主义政府开始形成，现代主义随之开始谨慎对待“方法目的之关系”问题。依靠着“拒绝历史”这条纽带，现代主义将自己系在“创造性毁灭”的理念上：“立新必先破旧”。“创造性毁灭”的理念与立体主义的理念相映成趣。现实的历史背景作为理想主义的基础（在启蒙运动哲学中表现得十分明显），变成现实的“模糊线条和角”和理想主义的抛弃。现实主义者拥抱机械和语言，认为他们是沟通的桥梁，也是政治和文化理性的堡垒。从这个演进的定义来看，“这代表了艺术的、文化的和‘进步的’政治革命”全部指向这个强大的现代主义本身，这是现代主义历史的头一回。”
艺术进入庙堂，现代派哲学渗透进了生活中现代派们最初打破的制度里。不必多言，现代主义“失去了它作为革命解药的魅力”。也正是在这样的情形下，1960年代的反现代主义运动发展起来，并为美国后现代主义的萌芽铺平了道路。

## 历史
现代主义艺术喜欢抽象，是创新的、美学的、表现未来的和自我参照的。它涵盖了视觉艺术、文学、音乐、电影、设计、建筑以及生活型态各个方面。它反对历史主义和艺术惯例化和制度化。艺术，不是仅存在于学术、剧院和音乐厅的阳春白雪，而应是存在于生活中点点滴滴，人人皆可触及的美。此外，高雅艺术和学院派不重视革命风格的现代主义。在美国腾飞二十年，经济和科技的发展滋生了普遍的乌托邦心理，部分现代派艺术家风格受到影响，其余则对艺术与科技结合持怀疑态度。第一次世界大战的胜利确立了美国作为国际舞台上重要角色的地位，并提升了美国人民的自信和安全感。在此背景下，美国现代主义破除欧洲传统艺术框架，着意将处于萌芽状态的美国艺术与欧洲艺术区分开来，将美国艺术标识为“独特”而“自主”的。
移民文化的多样性为美国现代派艺术增光添彩，来自非洲、加勒比海、亚洲和欧洲民间艺术为艺术家带来灵感，艺术家则将这些异域情调融入作品。
美国现代派运动也是美国20世纪的一个缩影。面对一个急速工业化的世界和脚步越来越快的社会，人们很容易淹没在漫天琐事当中，迷茫的心灵徘徊又彷徨。另一方面，种族、社会阶级、性别、财富和信仰等社会界限受到层出不穷的新式观点所挑战。传统规范和社会结构逐步瓦解，导致了人们“身份”的缺失，进而演变为一种隔离感、异化感，和一种与任何群体都格格不入的孤立。一个由战争团结起来的国家统一体正在死去，同样死去的还有它卖给士兵和人民的愉快的错觉。这个世界只剩下了暴力、低俗和精神空白。
美国的中产阶级成为一个个小小的齿轮埋没在大大的机器中，扮演着毫不起眼的角色。市民们被自己的无所作为打败。青年的梦想伴随着失败和认清自己局限性后幻想破灭的失落被击碎。那些醒悟的被遗弃的生命受到更多关注。人们通过自己的才智与努力获得自我价值的能力，通过自己而非传统方式形成自己独特视角的能力变得弥足珍贵。有人拥护这种价值，但也有如Fitzgerald等向这种价值挑战，认为这种特权似的价值观多么诱人，却又错得多么离谱。
美国现代主义者需要在这个信仰不再统一的世界异中求同。这个统一性存在于人类全体经验中共享的意识形态里中的共性。每个独特个体的尊严与权利受到强调；人类经验中共同的人性弱点成为联系不同种族、阶层、性别、富裕程度或信仰的人们的纽带。这样，哪怕身处混乱之时，一个社会也能找到其共同意义。
有的人认为19世纪美学传统中的现代主义是一种“为艺术而艺术”（art for art's sake）的运动。克莱门特·格林伯格提出：“现代主义艺术拒任何非己之物于门外。”也有人认为现代艺术是一种人们抒发感情思绪的媒介，比如布鲁斯音乐和爵士等；并且大部分作品的素材都是当下之事，如女权运动与与都市生活。部分艺术家和理论者甚至为美国现代主义附加了政治的维度。
美国现代派设计与建筑让人们过上了十足现代的生活。在经济扶摇直上的1920年代，人们工作与家庭生活发生着彻底而快速的改变。汽车因很多人都负担得起而普及起来；闲暇时光与娱乐活动开始兴盛；女性开始进入各种工作岗位。与此同时，设计者与建筑师们不断追求家务的简化，以使得生活变得更加便捷高效。
从20年代末开始，持续整个30年代的经济大萧条打碎了人们心中国家经济会永远稳定繁荣下去的美梦，也冲走了乌托邦式的幻想。第二次世界大战的爆发与其带来的恐怖进一步改变了人们的精神世界。战后随之而来的是晚期现代主义（late modernism）。后现代主义通常指1980年代兴起20世纪晚期流行的艺术特征。

## 爵士乐
20世纪早期，一种音乐类型从传统布鲁斯中演绎而来，并融合了许多其他音乐与文化元素而形成了“爵士音乐”。在新奥尔良这个通常认为是爵士故乡的地方，音乐家从西班牙与法国殖民时期流入的音乐影响中获得灵感。在这座城市独有的交融的民族文化与宽松的种族界限下，非裔的美国艺术家们得以创造比在其他南方城市更大的影响力。美西战争将北方士兵和他们的乐队带到前线，使得爵士音乐添加了新的铜管乐器。在大迁徙中，爵士乐从奥尔良普及到纽约、芝加哥和其它城市，沿途又融合了新的。纽约市的哈莱姆区，成为爵士时代里新的爵士中心。

### 爵士·融合的音乐
爵士音乐作为美国文化的代表之一，源起于黑奴文化，比如，非洲对唱元素就被吸收进了爵士音乐乐器与即兴重复段落中。起初，部分白人瞧不起爵士乐，认为爵士与拉格泰姆节奏是一种“野蛮的敲敲打打”，并认为这种流派“不是音乐家的创作，而是无能之人的花样”。在早期，爵士乐这种情感外放而充满脉动的风格也变成人们心中对黑人音乐的刻板印象而备受质疑与否定。这份敌意，始终笼罩在这条黑人文化重要性不断提升之路的上空。尽管如此，美国作家Lawrence W. Levine仍然将爵士的地位解读到“转变国家意识的催化剂”这样的高度：

从文化意义上看，我们对于爵士音乐——一个被殖民民族在近乎皇权的阴影下努力为自己确立身份与尊严的行为的表现依然非常肤浅。爵士，其实是我们另一面自我的表达：奋力去认识新的、异质文化积极层面的自我，进而开始悦纳美国文化遗产很大一部分来自非洲和其它非欧洲地区的这个事实，进而认识到美国多民族文化融合的鲜明特色既是令人尴尬的不足，却又是让美国一直生机勃勃的源泉。

正如萨克斯管手Sonny Rollins所言：“爵士一直是融合的音乐”。到底因为爵士本质是一种追求黑人文化与白人文化之融合的艺术，到了1920年代和1930年代，爵士赢得了大众的喜爱，尤其是赢得了白人年轻一代的青睐，他们对这种富有美感、个性而文化表达自由的新音乐愈发着迷。许多有名的白人音乐家如Benny Goodman, Gene Krupa, Milton Mezzrow, Muggsy Spanier 和 Joe Sullivan等都深受Louis Armstrong这样的非裔美国偶像鼓舞。很快，爵士乐受到整个亚特兰大的肯定。在20世纪中叶，爵士走向国际化。如今，爵士音乐成为美国文化生气勃勃的一部分，成为具有美国特色的本土音乐，成为非裔美国文化的世界性代表。

### 爵士·美国
1923年，纽约时报一篇编译文章曾这样赞誉爵士音乐：“它是美国贡献给音乐界的瑰宝，是世界公认的属于美国的音乐民间传说：就像门罗主义、美国独立日和棒球一样，完完全全地代表着美国。
爵士的“美国性”由爵士的起源决定。爵士音乐是非裔美国人——一个美国特有文化群体的艺术结晶。虽然早期布鲁斯音乐（blues）的特点就是表达流离失所的人们的悲伤，爵士不完全如此。由非裔美国人组成的劳动阶层创作了爵士，但没有继而将爵士“改造”为符合白人系统的音乐；黑人歌手也不必承担将他们的艺术“欧化”带来的压力。由C开头的“文化（Culture）”本质上决定了美国人有一种青睐、赞赏和复制一切“欧洲性”的倾向。但爵士音乐摆脱了这些传统的束缚，探索着一条未知的新路。1925年，Irving Berlin将爵士称为“美国的民间音乐”并援引了“早期南方歌曲”、“黑人灵歌”到“一点俄罗斯和意大利民间音乐”等对爵士的影响，但他最后总结道“爵士音乐，首先是美国的。”爵士音乐融合了不同民族文化影响，结合黑人民族与其他移民文化的特征，形成一种全新而独特的音乐特色，这一点，正如诞生它的国家一样。它加入了南方和现代音乐的音乐特色以及城市天际线的元素。爵士是纯然“美国”的，它将形形色色的人的特点混合在一起，却仍然给人们表达独特自我的空间——即兴独奏，也因此维护着这个国家的特色：“顽强的个人主义（rugged individualism）”。此外，爵士音乐还试图打破表演者和欣赏者的界限，它“民主化”着艺术，使艺术飞入寻常百姓家。

### 爵士·现代性
爵士在它的旋律和风格上是非常现代的。Lawrence Levine认为“爵士好像就是新世纪的产物……喧嚣、沙哑、不和谐而又如此自发、容易亲近……它是一种开放的、互动的、参与的音乐。”Daniel Gregory Mason认为爵士“与机器人匹配得恰到好处，可以互相推断出来。故而爵士是现代工业资本主义在音乐层面极佳的写照”，且爵士也被比作“铆钉之声”。

爵士乐手既从哈林区（Harlem）街上的日常交谈，也从法国印象派画作中吸收灵感。爵士即兴的特点也要求乐手去解构、去审视音乐既定结构的可塑性。至于爵士的现代性，只需一观那些受爵士影响的各种媒体即可。音乐片《踯躅而行（Shuffle Along）》是登上舞台的一部最早最成功的爵士改编之一。纽约市都市大剧院上演着爵士芭蕾；Langston Hughes 和 Sterling Brown有感爵士音乐而成诗；许多画家如Aaron Douglas, Miguel Covarrubias等的作品也受到爵士音乐的增色。

## 美国现代主义文学
美國現代主義涵蓋了各種各樣的題目，包括種族關係，性別角色，和性行為。它達到了美國在20世紀20年代高峰期可達20世紀40年代。著名的現代派包括龐德，威廉斯，菲茨杰拉德，海明威和福克納，雖然在很大程度上被視為一個浪漫的詩人，惠特曼有時被看作是美國現代主義時代的先驅。